# Половниковка
Половниковка (каз. Половниковка) — село в Костанайском районе Костанайской области Казахстана. Административный центр Половниковского сельского округа. Находится примерно в 39 км к югу от центра города Костаная. Код КАТО — 395457100.
В 5 км к востоку находится озеро Маше, в 5 км к юго-западу — Жанибек.

## Население
В 1999 году население села составляло 1095 человек (536 мужчин и 559 женщин). По данным переписи 2009 года, в селе проживало 785 человек (382 мужчины и 403 женщины).